# Majin mura no Bubul
Majin mura no Bubul (魔神村のBUBUL?, Majin-mura no Bubul) è un manga di Akira Toriyama del 1997.
Il titolo si può tradurre come Bubul del villaggio magico.
Pubblicato sul numero 22/23 di Weekly Shōnen Jump del 1997, non è ancora stato raccolto in formato tankōbon e per questo è ancora inedito fuori dal Giappone.

## Trama
Bubul è un giovane mostro che vive in una dimensione magica abitata da esseri mostruosi, maghi e demoni. Un giorno incontra Patchi, un ladro fuggito dalla Terra nel mondo di Bubul.